# هاري كان
هاري كان (بالإنجليزية: Harry Kane)‏ هو لاعب كرة قاعدة أمريكي، ولد في 27 يوليو 1883 في هامبورغ في الولايات المتحدة، وتوفي في 15 سبتمبر 1932 في بورتلاند في الولايات المتحدة.

## وصلات خارجية
- هاري كان على موقعبيزبول رفرنس.كوم (الدوري الرئيسي) (الإنجليزية)
- هاري كان على موقعبيزبول رفرنس.كوم (الدوري الثانوي) (الإنجليزية)